# Clásica de San Sebastián 1997
La 17º edición de la Clásica de San Sebastián se disputó el 9 de agosto de 1997, por un circuito por Guipúzcoa con inicio y final en San Sebastián, sobre un trazado de 234 kilómetros. La prueba perteneció a la Copa del Mundo
El ganador de la carrera fue el italiano Davide Rebellin (Française des Jeux), que se impuso al esprint en la llegada a San Sebastián. El ruso Alexander Gontchenkov (Roslotto) y el italiano Stefano Colagè (Refin) fueron segundo y tercero respectivamente.

## Clasificación final
| Posición | Ciclista              | Equipo             | Tiempo   |
| -------- | --------------------- | ------------------ | -------- |
| 1        | Davide Rebellin       | Française des Jeux | 5h47'22" |
| 2        | Alexander Gontchenkov | Roslotto           | s.t.     |
| 3        | Stefano Colagè        | Refin              | s.t.     |
| 4        | Maurizio Fondriest    | Cofidis            | s.t.     |
| 5        | Gianluca Bortolami    | Festina            | s.t.     |
| 6        | Rolf Sørensen         | Rabobank           | s.t.     |
| 7        | Beat Zberg            | Mercatone Uno      | s.t.     |
| 8        | Jens Heppner          | Deutsche Telekom   | s.t.     |
| 9        | Richard Virenque      | Festina-Lotus      | s.t.     |
| 10       | Giuseppe Tartaggia    | Batik-Del Monte    | s.t.     |